# Реквієм (оповідання)
Реквієм (англ. Requiem) — науково-фантастичне оповідання Роберта Гайнлайна. Входить в цикл творів «Історія майбутнього». Опубліковане журналом Astounding Science Fiction в січні 1940.

## Сюжет
Історія про останні дні Делоса Девіда Гарімена (головного героя повісті «Людина, що продала Місяць»). Гарімен, магнат і авантюрист, завжди мріяв полетіти на Місяць, і присвятив більшу частину свого життя та ресурсів, зробивши космічний політ практичним комерційним підприємством. На жаль, його ділові партнери перешкоджали йому здійснити політ на ранніх етапах, бо не хотіли ризикувати своєю компанією. Старий Гарімен все ще не був на Місяці, факт, який його засмучує, оскільки він живе в світі, де космічні подорожі є настільки поширеним явищем, що ярмарки мають свій власний космічний корабель. Хоча він більше не пов'язаний своїми договірними зобов'язаннями, він зараз занадто старий, щоб пройти медичний огляд, необхідний для польоту в космос.
Щоб потрапити на Місяць, Гарімен підкуповує двох космонавтів, з якими він стикнувся на ярмарку у містечку Батлер, маленькому містечку біля Канзас-Сіті, штат Міссурі (місцем народження Гайнлайна).
Втрьох вони переборюють багато труднощів, зокрема судовий позов родичів Герімена, що хочуть визнати його недієздатним, щоб отримати свою спадщину. Врешті-решт, Герімен потряпляє на Місяць, щоб померти на поверхні одразу після посадки, нарешті досягши мети. Його тіло залишилося там з епітафією, на бирці кисневого балона. Це «Реквієм» Роберта Луїса Стівенсона, який написаний на його могильному камені на Самоа.